# Pervis Estupiñán
Pervis Josué Estupiñán Tenorio (Esmeraldas, 21 januari 1998) is een Ecuadoraans voetballer die doorgaans als linksback speelt. Hij verruilde Villarreal in augustus 2022 voor Brighton & Hove Albion. Estupiñán debuteerde in 2019 in het Ecuadoraans voetbalelftal.

## Clubcarrière
Estupiñán stroomde door vanuit de jeugd van LDU Quito. Hiervoor debuteerde hij in februari 2015 in het eerste elftal. Hij bleef meteen het hele seizoen basisspeler. De eigenaar van Watford haalde Estupiñán in juli 2016 naar Europa, maar niet als versterking voor het team. De Engelse club verhuurde hem in plaats daarvan meteen aan Granada. Daarna speelde hij ook op huurbasis voor Almería, Mallorca en Osasuna, steeds voor een heel seizoen. Zo speelde hij in vier jaar 49 wedstrijden in de Segunda División en 38 in de Primera División.
Watford verkocht Estupiñán in september 2020 voor circa 16,4 miljoen euro aan Villarreal. Hier moest hij gaan concurreren voor zijn positie met Alfonso Pedraza. Het lukte hem in twee jaar niet om die strijd in zijn voordeel te beslechten. Estupiñán tekende in augustus 2022 vervolgens bij Brighton & Hove Albion, de nummer negen van Engeland in het voorgaande seizoen. Dat betaalde ruim 18 miljoen euro voor hem aan Villarreal. Hij speelde zich bij Brighton wel meteen in de basiself. Hij behoorde zo tot de kern van het elftal dat in 2022/23 zesde werd en zich voor het eerst in de clubhistorie plaatste voor Europees voetbal, in de Europa League.

## Interlandcarrière
Estupiñán vertegenwoordigde Ecuador –17 op het WK –17 van 2015 en Ecuador –20 op zowel het Zuid-Amerikaans kampioenschap –20 van 2017 als het WK –20 van 2017. Hij debuteerde op 13 oktober 2019 in het Ecuadoraans voetbalelftal, in een oefeninterland tegen Argentinië. Estupiñán werd meteen een onbetwiste basisspeler bij de nationale ploeg. Bondscoach Gustavo Alfaro nam hem een kleine twee jaar na zijn eerste interland mee naar de Copa América 2021, zijn eerste eindtoernooi. Hij was daarna ook basisspeler tijdens het WK 2022.

## Erelijst
| UEFA Europa League | 1x | 2020/21 |